# Pine Hill (Nouvelle-Zélande)
Pour les articles homonymes, voir Pine Hill.
Pine Hill est une banlieue et une zone particulière de la ville de Dunedin dans l’Île du Sud de la Nouvelle-Zélande.

## Situation
Elle est située sur les collines du même nom, sur un éperon du Mont Cargill (en) dominant la banlieue de North East Valley (en) et celle de Glenleith (en) situé à 4 km vers le nord du centre de la ville.
Cet éperon siège sur la fourche de la confluence de la rivière Water of Leith et son affluent le plus large, nommé : le « Lindsay Creek ».
Le terme de “Pine Hill” est généralement utilisé pour faire référence à un groupe de banlieues, qui siègent sur les pentes des collines: la banlieue de Pine Hill elle-même, qui est implantée sur les pentes supérieures de l’éperon et aussi deux autres banlieues, qui siègent sur les pentes plus bas situées nommées : Dalmore et Liberton.

## Population
La population combinée de ces banlieues lors du recensement de 2001 en Nouvelle-Zélande était de 2 259 habitants.

## Dalmore
Parmi les banlieues de Pine Hill, Dalmore est la plus ancienne et aussi la plus au sud, s’étalant tout près de The Gardens (en), une banlieue et un centre commercial aux débouchées de la “North East Valley “proche du Jardin botanique de Dunedin (en) d’après lequel elle est nommée.
Dalmore siège sur les pentes raides immédiatement au nord-ouest de ”The Gardens” et au nord de l’extrémité nord de George Street (en), qui est la principale rue de la ville.
La banlieue est reliée avec Dunedin's CBD par le chemin de deux rues : l’étroite et sinueuse « Gladstone Road », et la « Pine Hill Extension », plus large.
Cette dernière route forme la partie inférieure de “Pine Hill Road” et aussi une partie de la route State Highway 1/S H 1, qui sinue sur les flancs de la banlieue de Dalmore au-dessus de la vallée de la Water of Leith avant une jonction délicate, qui relie l’extension avec la partie haute de ‘Pine Hill Road’ et la autoroute nord de Dunedin (en).

## Liberton
Liberton est une autre banlieue largement constituée de maisons d’état (en) datant d’après la Seconde Guerre mondiale.
Elle siège immédiatement au-dessus de Dalmore, au niveau d’une série d’avenues et de voies en croissant, qui se branchent à partir de ‘Pine Hill Road’.
Une petite arcade de magasins siègent à l’extrémité de Dalmore et au début de Liberton, mais le reste de la banlieue est entièrement résidentielle.
L’école de « Pine Hill School », la principale école du secteur, siège dans Liberton, de même que l’école de « Liberton Christian School », la première école primaire protestante de Dunedin.
En dehors de cette route, les connexions avec Dalmore et Pine Hill, la seule route reliant Liberton avec les autres banlieues de Dunedin est une connexion raide et sinueuse passant par Buccleugh Street, dans la North East Valley (en).
Il fut un temps, où il y eut des projets de création d'une section reliant Liberton avec Selwyn Street, au niveau de North East Valley, mais ils n’ont jamais abouti.

## Les pentes supérieures
Au-delà de « Pine Hill School » siège la banlieue de « Pine Hill » proprement dite.
Dans sa partie inférieure, c’est une banlieue de nature résidentielle, mais dans sa partie supérieure, elle devient semi-rurale, avec des petites fermes comme les propriétés les plus proches du sommet de ‘Pine Hill Road’ et ‘Campbells Road’, la seule autre route d’une certaine longueur de la banlieue.
De ‘Campbells Road’, il y a une vue panoramique à travers la North East Valley et Normanby (en) vers la banlieue de Opoho et le sommet de Signal Hill, situé à 2,5 km vers l’est.
La section supérieure de Pine Hill autour de ‘Campbells Road’ est parfois mentionnée sous le nom de Pine Heights, mais ce nom n’est pas reconnu par le « conseil de la cité de Dunedin », ni sur les cartes et ne bénéficie donc pas d’un code postal spécifique.
Ce nom est communément utilisé par les personnes vivant dans les maisons à cheval sur la colline, dans ce qui était utilisé comme le « paddock », et qui avaient une vue surplombante sur les maisons d’états.
‘Pine Hill Road’ continue à grimper à travers des terrains ruraux au-dessus de la partie supérieure de la banlieue, reliant ‘Maxwellton Street’, une étroite route rurale, qui traverse un pont au-dessus de l'autoroute nord de Dunedin (en) avant de rejoindre l’avenue Patmos dans la banlieue de Glenleith (en).
‘Pine Hill Road’ se termine à la jonction avec ‘Cowan Road’, une route rurale raide, qui grimpe au sommet du Mont Cargill et constitue une route de service pour la station de transmission de la télévision, qui siège en haut.
Comme telle, ‘Cowan Road‘ est la route la plus élevée située près de la zone urbaine principale de la cité de Dunedin.
En dehors de l’« école de Pine Hill », les principales caractéristiques de ce secteur sont le collège Aquinas (en), datant du début des années 1950 et qui est une résidence étudiante de l'Université d'Otago située sur les pentes de la banlieue de Dalmore, et l’impressionnant bâtiment du Couvent Santa Sabina, qui siège tout près du sommet de “Buccleugh Street” entre les banlieues de « Liberton » et la North East Valley (en).
Ce bâtiment est entouré d’un complexe de maisons récentes très controversées.